# Xenostega treptostiches
Xenostega treptostiches là một loài bướm đêm trong họ Geometridae.